# Першин, Константин Тимофеевич
Константи́н Тимофе́евич Пе́ршин (10 июля 1909, Тихорецк, Кубанская область — 6 января 1958, Октябрьская, Краснодарский край) — заместитель командира батальона 851-го стрелкового полка 278-й стрелковой дивизии 38-й армии Юго-Западного фронта, младший лейтенант, Герой Советского Союза.

## Биография
Родился 10 июля 1909 года в семье рабочего. Русский. После окончания неполной средней школы работал строителем.
Служил в Красной Армии в 1931—1934 годах. В 1932 году окончил Краснодарскую кавалерийскую школу. Участник советско-финской войны 1939—1940 годов. На фронтах Великой Отечественной войны с декабря 1941 года.
Младший лейтенант Константин Першин в упорных оборонительных боях за сёла Волохов Яр, Благодатовка, Новостепановка Купянского района Харьковской области Украины в период с 10 по 22 июня 1942 года умело руководил вверенным ему подразделением.
22 июня 1942 года К. Т. Першин и ещё пять бойцов на наблюдательном пункте оказались отрезанными от наших войск. Першин организовал оборону и сам вёл огонь по фашистам из пулемёта «Максим». За 17 часов непрерывного боя он уничтожил большое количество гитлеровцев. Отбросив атакующего противника, младший лейтенант со своим малочисленным отрядом ринулся на прорыв. Расчищая себе дорогу огнём из автоматов и гранатами, К. Т. Першин со всеми пятью воинами пробился к своему батальону.
Указом Президиума Верховного Совета СССР от 14 февраля 1943 года за образцовое выполнение боевых заданий командования на фронте борьбы с немецко-фашистским захватчиками и проявленные при этом мужество и героизм младшему лейтенанту Першину Константину Тимофеевичу присвоено звание Героя Советского Союза с вручением ордена Ленина и медали «Золотая Звезда» под номером 901.
В 1943 году К. Т. Першин окончил Военную академию имени М. В. Фрунзе. С 1946 года подполковник К. Т. Першин — в запасе. Жил в станице Октябрьская Крыловского района Краснодарского края. Работал директором автобазы. Скончался 6 января 1958 года.